# Grünow (Mecklenburg)
Grünow ist eine Gemeinde im Landkreis Mecklenburgische Seenplatte im Süden Mecklenburg-Vorpommerns (Deutschland). Sie wird vom Amt Neustrelitz-Land mit Sitz in der nicht amtsangehörigen Stadt Neustrelitz verwaltet.

## Geografie
Die Gemeinde Grünow liegt 17 Kilometer östlich von Neustrelitz im Übergangsbereich zwischen der Mecklenburgischen Seenplatte und der Feldberger Seenlandschaft. Unmittelbar südlich von Grünow beginnt der Ostteil des Müritz-Nationalparkes. Hier liegt mit dem 143 m hohen Hirschberg der höchste Punkt des Nationalparks.
Umgeben wird Grünow von den Nachbargemeinden Blankensee im Norden, Möllenbeck im Nordosten, Feldberger Seenlandschaft im Osten und Süden sowie Carpin im Westen.
Zu Grünow gehört der Ortsteil Ollendorf.

## Geschichte
Im Jahre 1324 wurde der Ort erstmals als Grunowe (ndt. "grüne Aue") in einer Urkunde erwähnt. Die Grünower Feldsteinkirche wurde am Ende des 14. Jahrhunderts errichtet. Im Dreißigjährigen Krieg wurde das Dorf durch Tillys Heer verwüstet.
Das bis Mitte des 20. Jahrhunderts aus acht größeren Bauernhöfen und mehreren Büdnereien bestehende Dorf wird nach wie vor von der Landwirtschaft geprägt.

## Wappen, Flagge, Dienstsiegel
Die Gemeinde verfügt über kein amtlich genehmigtes Hoheitszeichen, weder Wappen noch Flagge. Als Dienstsiegel wird das kleine Landessiegel mit dem Wappenbild des Landesteils Mecklenburg geführt. Es zeigt einen hersehenden Stierkopf mit abgerissenem Halsfell und Krone und der Umschrift „GEMEINDE GRÜNOW * LANDKREIS MECKLENBURGISCHE SEENPLATTE“.

## Sehenswürdigkeiten

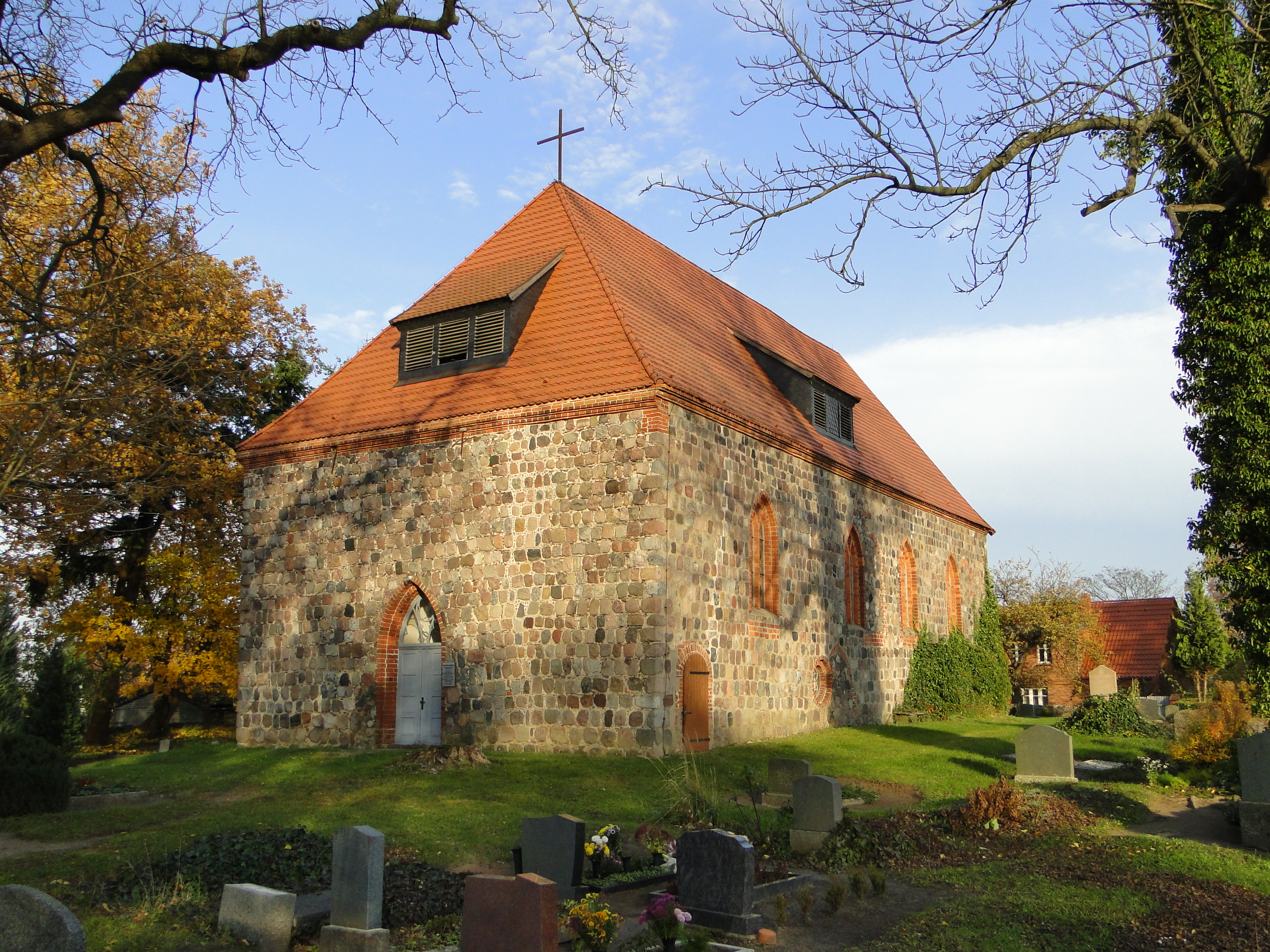
Dorfkirche Grünow
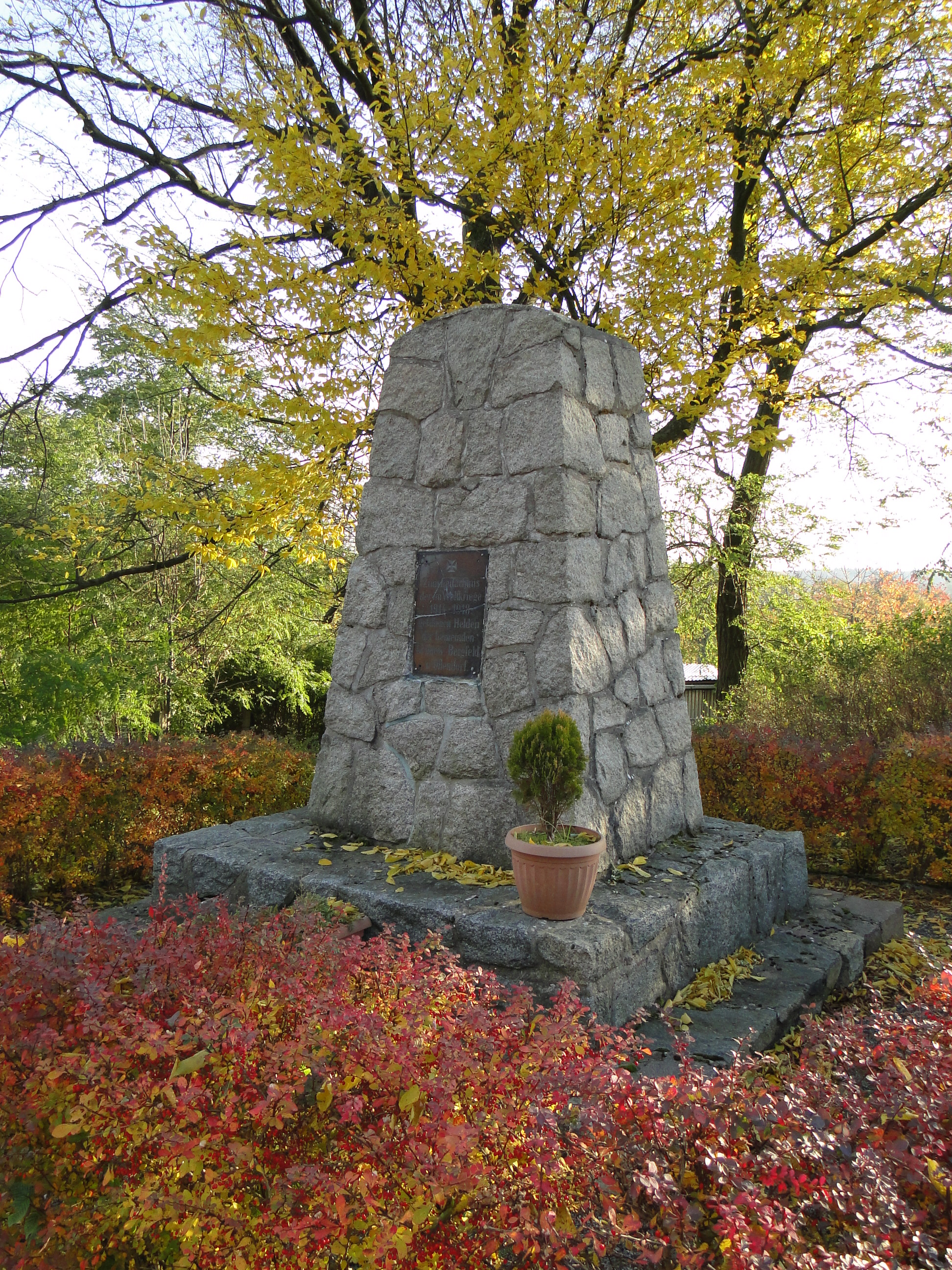
Gefallenendenkmal in Grünow

## Wirtschaft und Infrastruktur
In der Gemeinde sind drei Pflanzenbaubetriebe und drei Nebenerwerbsbetriebe der Tierproduktion ansässig.

## Verkehrsanbindung
Grünow liegt etwas abseits der überregionalen Verkehrsströme. Die Nachbargemeinde Carpin liegt an der Bundesstraße 198 von Neustrelitz ins brandenburgische Prenzlau; Bahnanschluss besteht von der zehn Kilometer entfernten Gemeinde Blankensee aus (Strecke Neustrelitz–Stralsund). Die Anbindung Grünows an Neustrelitz wird unter der Woche mit den Linienbussen der MVVG sichergestellt. In den Schulferien ist das Angebot auf einzelne Wochentage beschränkt.

## Persönlichkeiten
- Karl Wendt (1869–1942), Pädagoge
- Joachim Witte (* 1937),  hat an der Charité Berlin entscheidend an der Herzschrittmacher-Therapie der DDR mitgewirkt.[4]

## Belege
1. ↑  Statistisches Amt M-V – Bevölkerungsstand der Kreise, Ämter und Gemeinden 2023 (XLS-Datei) (Amtliche Einwohnerzahlen in Fortschreibung des Zensus 2011) (Hilfe dazu).
2. ↑  Willich, Cornelia: Ortsnamen in Mecklenburg-Strelitz. In: Mecklenburg-Strelitz. Beiträge zur Geschichte einer Region, Bd. 2 (2002), S. 6–23, hier S. 18.
3. ↑  Hauptsatzung § 1 Abs.2
4. ↑  Hanno Taufenbach: Medizin: Impulsgeber von Herzen. Schweriner Volkszeitung, abgerufen am 31. Januar 2021.